# Erioptera gorgona
Erioptera gorgona är en tvåvingeart som beskrevs av Evgenyi Nikolayevich Savchenko 1981. Erioptera gorgona ingår i släktet Erioptera och familjen småharkrankar. Inga underarter finns listade i Catalogue of Life.